# Jezdectví na Letních olympijských hrách 2016
Jezdectví na Letních olympijských hrách 2016 v Riu de Janeiru probíhalo od 6. do 19. srpna 2016 v Olympijském jezdeckém centru v Deodoru. Soutěž měla šest odvětví a účastnilo se jí celkem 43 zemí, přičemž pro některé z nich to byl debut. Česko zde nemělo žádného reprezentanta.

## Soutěž
Jezdectví na Letních olympijských hrách 2016 má šest odvětví:
- individuální drezura
- družstevní drezura
- individuální parkurové skákání
- družstevní parkurové skákání
- individuální jezdecká všestrannost
- družstevní jezdecká všestrannost

## Průběh soutěže

### Parkurové skákání

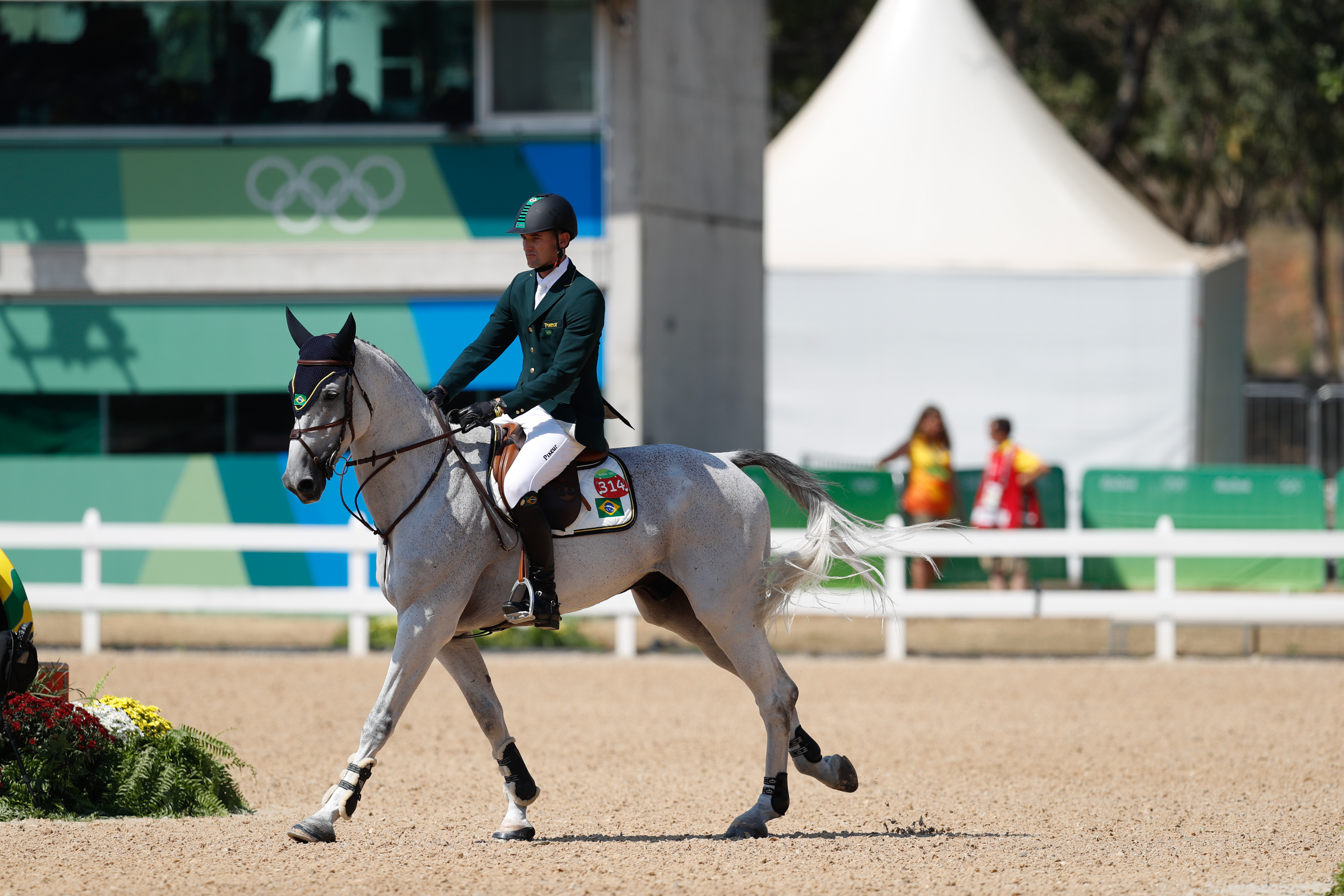
Brazilský jezdec Eduardo Menezes. V soutěži družstev skončil jeho tým čtvrtý

Celkem se jede pět kol, jejichž vítěz získá individuální medaili. Do druhého kola postoupí ti mezi prvním až šedesátým místem včetně. Pokud by bylo na šedesátém místě více účastníků, postupovali by všichni. Do třetího kola postupuje pětačtyřicet nejlepších, opět platí, že postoupí všichni soutěžící na 45. místě, tedy i pokud jich bylo více. Do čtvrtého kola postupuje pětatřicet jezdců, ale maximálně čtyři z jedné země (v případě, že postoupilo pět účastníků z jednoho státu, jeden z nich v dalším kole soutěžit nemohl). Ve čtvrtém kole pak jezdci začínají „s čistým štítem“. Dvacet nejlepších jezdců odjede i páté kolo a poté se sčítají chyby ze čtvrtého a pátého kola, z čehož vyplynou medailisté a zbývající umístění.
V soutěži družstev odjedou týmy celkem tři kola. Nejlepších osm postupuje do druhého kola a stejné týmy postupují i do třetího kola. Výsledky z druhého a třetího kola se sečtou a podle skóre jsou rozděleny medaile.

### Drezura

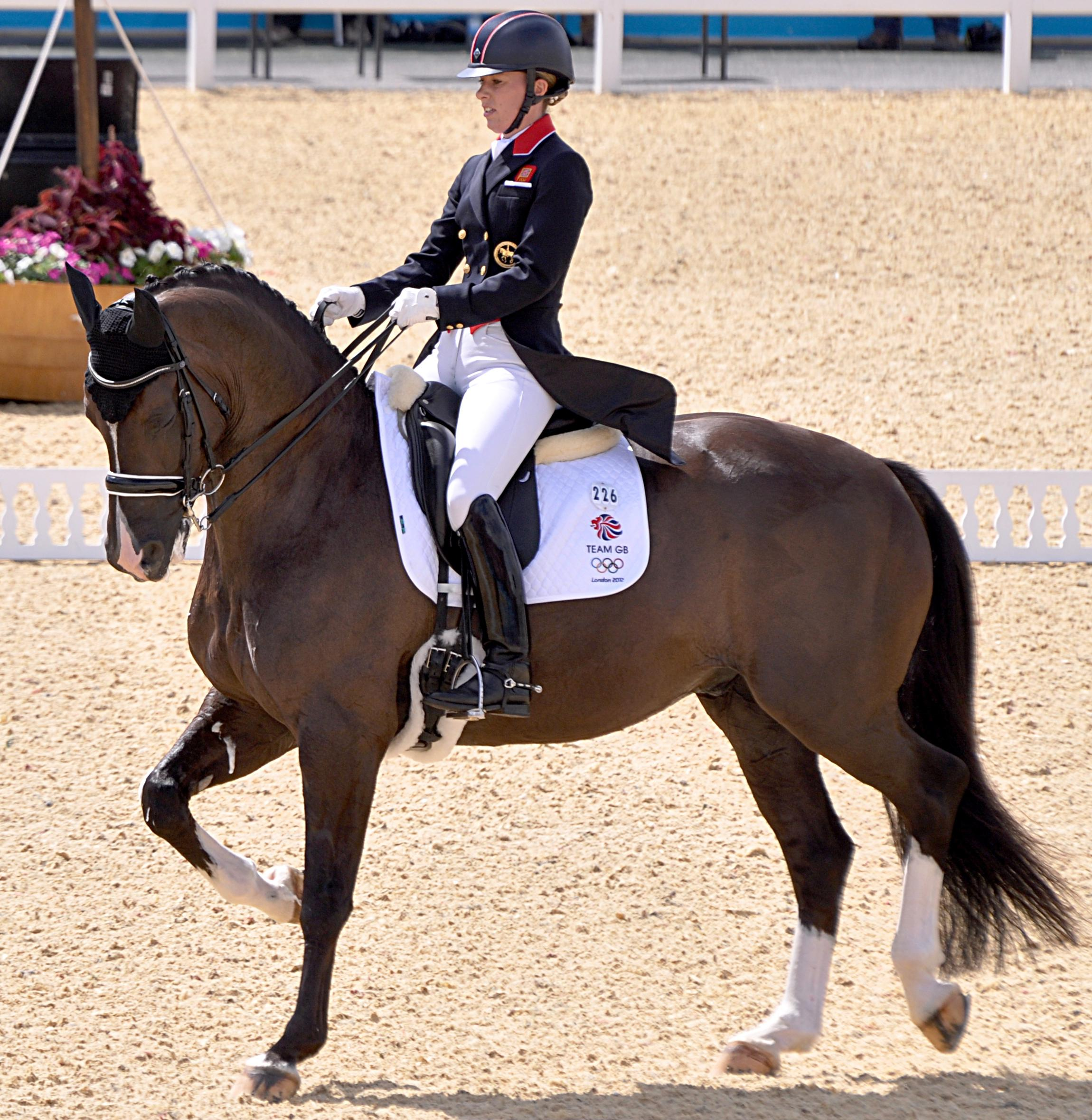
Vítězka individuální drezury na LOH 2016: Charlotte Dujardinová

Drezurní družstva se skládají ze čtyř členů, přičemž ti všichni se účastní i soutěže o individuální medaile. Země, které nemají dostatek jezdců na utvoření družstva mohou své žokeje nechat soutěžit v individuální soutěži.
Všichni jezdci, jak v družstevní tak individuální kategorii, odjedou Grand Prix. Šest nejlepších týmů, včetně těch na děleném šestém místě, postupuje do dalšího kola – Grand Prix Special, kde je hodnocení přísnější. Následně se sečtou výsledky tří nejlepších jezdců z každého týmu a podle výsledného skóre jsou určeni vítězové a zbývající umístění.
V jednotlivé soutěži postupují do Grand Prix Special všichni jezdci, jejichž družstvo je mezi šesti nejlepšími. V případě, že země nemohla vytvořit družstvo, do dalšího kola postupuje osm nejlepších jednotlivců. Nejlepších osmnáct jezdců Grand Prix Special postupuje do třetího kola na freestyle. Platí ale, že na jednu zemi připadají v této soutěži maximálně tři soutěžící, podobně, jako je tomu v parkurovém skákání. Ve freestylu si jezdec sám tvoří hudbu i sestavu, i když v ní musí být některé, předem určené, povinné prvky. Záleží na jezdci zda zvolí jednodušší prvky nebo naopak. Důležitý je i výběr a sestavení hudby. Medaile jsou následně, na základě výsledku freestylu, rozdány podle skóre.

### Jezdecká všestrannost
Soutěž pro jednotlivce i družstva probíhá současně. Jezdci se zúčastní drezurního testu, kola cross-country a parkurového skákání. V družstevní soutěži jsou následně sečteny tři nejlepší výsledky dané země (tři nejlepší z každé disciplíny) a tým s nejnižším počtem trestných bodů vítězí. V soutěži jednotlivců se pak soutěžící účastní ještě parkurového skákání a pak jsou podle výsledků rozděleny individuální medaile. I v jezdecké všestrannosti platí, že do finálního kola jednotlivců mohou postoupit maximálně tři žokejové na jednu zem.

## Zúčastněné země
Soutěže se účastnilo 43 zemí, přičemž pro Tchaj-wan, Dominikánskou republiku, Palestinu, Katar a Zimbabwe se jednalo o debut.
- Argentina (4)
- Austrálie (12)
- Rakousko (1)
- Belgie (5)
- Brazílie (8)
- Kanada (10)
- Chile (1)
- Čína (1)
- Kolumbie (2)
- Dánsko (4)
- Dominikánská republika (1)
- Ekvádor (1)
- Egypt (1)
- Finsko (1)
- Francie (12)
- Německo (12)
- Velká Británie (12)
- Irsko (6)
- Itálie (5)
- Japonsko (10)
- Mexiko (1)
- Maroko (1)
- Nizozemsko (12)
- Nový Zéland (5)
- Palestina (1)
- Peru (1)
- Polsko (1)
- Portugalsko (1)
- Portoriko (1)
- Katar (4)
- Rusko (5)
- Jihoafrická republika (1)
- Jižní Korea (1)
- Španělsko (9)
- Švédsko (12)
- Švýcarsko (7)
- Tchaj-wan (1)
- Turecko (1)
- Ukrajina (5)
- Spojené státy americké (12)
- Uruguay (1)
- Venezuela (2)
- Zimbabwe (1)

## Medailisté
| Kategorie                           | Zlato                                                                                                   | Stříbro                                                                                        | Bronz                                                                                                   |
| ----------------------------------- | --- | ---------------------------------------------------------------------------------------------- | --- |
| Drezura (jednotlivci)               | Charlotte Dujardinová · Velká Británie (GBR)                                                            | Isabell Werthová · Německo (GER)                                                               | Kristina Bröring-Sprehe · Německo (GER)                                                                 |
| Drezura (družstva)                  | Německo (GER) · Sönke Rothenberger · Dorothee Schneiderová · Kristina Bröring-Sprehe · Isabell Werthová | Velká Británie (GBR) · Spencer Wilton · Fiona Bigwoodová · Carl Hester · Charlotte Dujardinová | Spojené státy americké (USA) · Allison Brocková · Kasey Perry-Glass · Steffen Peters · Laura Gravesová  |
| Jezdecká všestrannost (jednotlivci) | Michael Jung · Německo (GER)                                                                            | Astier Nicolas · Francie (FRA)                                                                 | Phillip Dutton · Spojené státy americké (USA)                                                           |
| Jezdecká všestrannost (družstva)    | Francie (FRA) · Karim Laghouag · Thibaut Vallette · Mathieu Lemoine · Astier Nicolas                    | Německo (GER) · Julia Krajewski · Sandra Auffarthová · Ingrid Klimke · Michael Jung            | Austrálie (AUS) · Shane Rose · Stuart Tinney · Sam Griffiths · Chris Burton                             |
| Parkurové skákání (jednotlivci)     | Nick Skelton · Velká Británie (GBR)                                                                     | Peder Fredricson · Švédsko (SWE)                                                               | Eric Lamaze · Kanada (CAN)                                                                              |
| Parkurové skákání (družstva)        | Francie (FRA) · Philippe Rozier · Kevin Staut · Roger-Yves Bost · Pénélope Leprevost                    | Spojené státy americké (USA) · Kent Farrington · Lucy Davis · McLain Ward · Elizabeth Madden   | Německo (GER) · Christian Ahlmann · Meredith Michaelsová-Beerbaumová · Daniel Deusser · Ludger Beerbaum |

## Přehled medailí
| Pořadí   | Země                   | Zlato | Stříbro | Bronz | Celkově |
| -------- | ---------------------- | ----- | ------- | ----- | ------- |
| 1        | Německo                | 2     | 2       | 2     | 6       |
| 2        | Velká Británie         | 2     | 1       | 0     | 3       |
| 2        | Francie                | 2     | 1       | 0     | 3       |
| 4        | Spojené státy americké | 0     | 1       | 2     | 3       |
| 5        | Švédsko                | 0     | 1       | 0     | 1       |
| 6        | Austrálie              | 0     | 0       | 1     | 1       |
| 6        | Kanada                 | 0     | 0       | 1     | 1       |
| Celkem 7 | Celkem 7               | 6     | 6       | 6     | 18      |